# ليندا مارتن
ليندا مارتن (بالإنجليزية: Linda Martin) (و. 1953  م) هي مغنية، ومقدمة تلفزيونية بريطانية، ولدت في أوماه، شاركت في مسابقة الأغنية الأوروبية 1992، ومسابقة الأغنية الأوروبية 1984.

## وصلات خارجية
- ليندا مارتن على موقع IMDb (الإنجليزية)
- ليندا مارتن على موقع ميوزك برينز (الإنجليزية)
- ليندا مارتن على موقع ديسكوغز (الإنجليزية)
- ليندا مارتن على موقع قاعدة بيانات الفيلم (الإنجليزية)

- ليندا مارتن في قاعدة بيانات الأفلام على الإنترنت